# Lawrence Stephen Lowry
Lawrence Stephen Lowry (* 1. November 1887 in Manchester; † 23. Februar 1976 in Mottram in Longdendale), vorwiegend als L. S. Lowry bekannt, war ein englischer Künstler, der im Stadtteil Old Trafford in Manchester geboren wurde. Der Großteil seiner Bilder stellt die Stadt Salford dar, in der der Künstler über 30 Jahre lang gelebt und gearbeitet hat.

## Leben
Lowry ist berühmt für seine Gemälde, die Szenen aus dem Leben in den industriellen Gegenden Nordenglands am Anfang des 20. Jahrhunderts darstellen. Er hatte eine sehr ausgeprägte Art zu malen und ist vor allem für die naive Darstellung von Stadtlandschaften bekannt, die vorwiegend in Grautönen gehalten und mit einer Vielzahl kleiner Figuren (matchstick men = Streichholzmännchen) bevölkert sind. 
Er malte auch mysteriöse, menschenleere Landschaften, Porträts gedankenversunkener Menschen und die 'Marionette' Works, die er geheim gehalten hatte und die erst nach seinem Tod entdeckt wurden.
Im Laufe seines langen Lebens schuf Lowry über 1000 Gemälde und 800 Zeichnungen. Das Lowry Centre in Salford beherbergt die größte Sammlung seiner Bilder. Die Tate Gallery in London besitzt 23 seiner Werke.
Lowry lehnte im Laufe der Jahre fünfmal die Verleihung von Ehrentiteln durch die britische Königsfamilie ab.

## Werke (Auswahl)

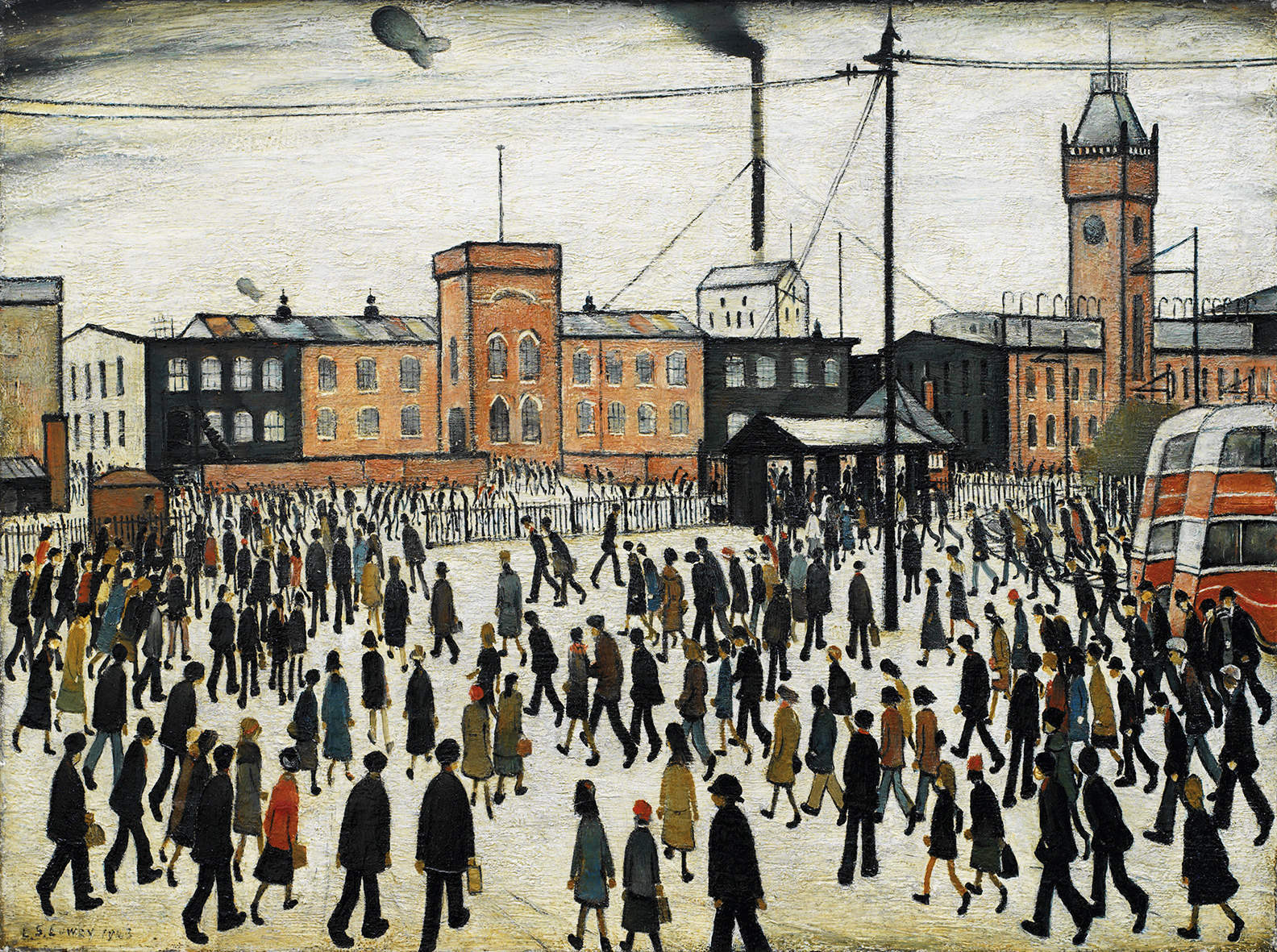
Going to Work, 1943

Die bekanntesten seiner Werke sind:
- An Accident (1926)
- A Street Scene (1928)
- Coming from the Mill (1930)
- The Fever Van (1935)
- Head of a Man (1938)
- Britain at Play (1943)
- Good Friday, Daisy Nook (1946)
- Going to the Match (1953)
- A Young Man (1955)
- The Sea (1963)

## Rezeption
- Lowry regte Francis Rossi zu dem Lied "Pictures of Matchstick Men" an, das dessen Band Status Quo 1968 als Single veröffentlichte.[2]
- Das britische Duo Brian & Michael nahm Lowry zu Ehren das Lied Matchstalk Men and Matchstalk Cats and Dogs auf. Der Titel belegte im April 1978 drei Wochen Platz eins der britischen Hitliste. In dem Lied wird betont, dass Lowry einen Blick für die ärmlichen Verhältnisse seiner Heimatregion gehabt habe und sich nicht habe verbiegen lassen. „Jetzt hängen Lowrys neben den größten Künstlern an der Wand, und sogar die Mona Lisa verneigt sich“, heißt es in dem Lied.[3]
- Die niederländische Band Nits thematisiert Lowry in ihrem Lied Sunday Painter (2022).[4]

## Kunstmarkt
Lowrys Gemälde Going to the Match wurde 1999 bei Sotheby’s für £ 1.926.500 versteigert, damals ein Rekordpreis für ein modernes Kunstwerk. 2007 erzielte das Gemälde Good Friday, Daisy Nook bei Christie’s erneut einen Rekordpreis in Höhe von 3,8 Mio. £.
Lowry zählt zu den Künstlern, die von Shaun Greenhalgh gefälscht worden sind und als Originale Lowrys über den Kunsthandel oder Auktionshäuser verkauft wurden.